# Pseudicius cambridgei
Pseudicius cambridgei är en spindelart som beskrevs av Prószynski, Zochowska 1981. Pseudicius cambridgei ingår i släktet Pseudicius och familjen hoppspindlar. Inga underarter finns listade i Catalogue of Life.